# Komjatnianská dolina

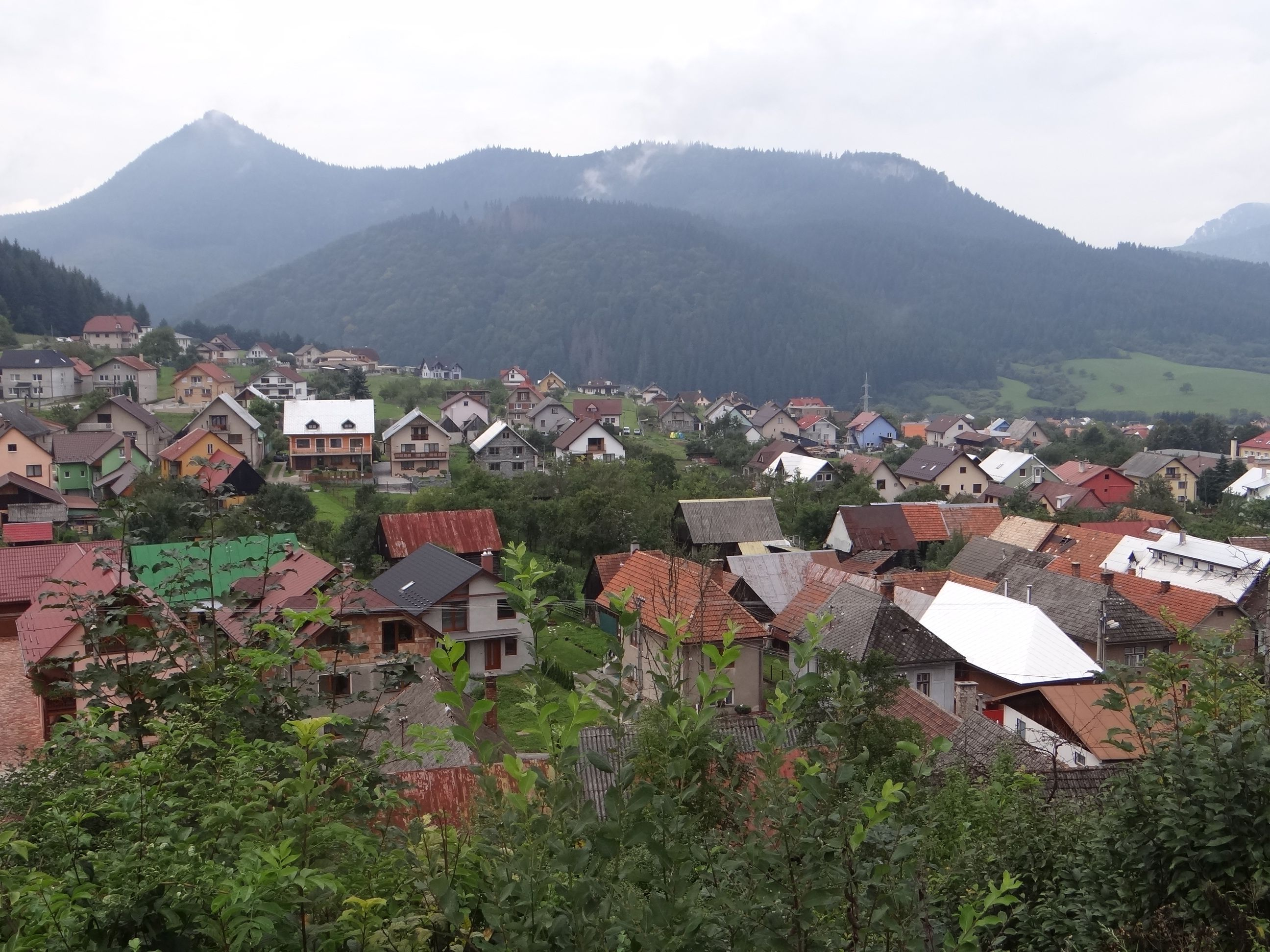
Komjatná, Komjatnianská dolina i masyw Ostrégo

Komjatnianská dolina – dolina w tzw. Szypskiej Fatrze – północnej części grupy górskiej Wielkiej Fatry w Karpatach Zachodnich na Słowacji. Nazwa pochodzi od wsi Komjatná, położonej u górnego wylotu doliny.  Doliną płynie potok Komjatná – prawobrzeżny dopływ Wagu.

## Charakterystyka
Komjatnianská dolina przecina w poprzek całe pasmo Szypskiej Fatry z północnego wschodu na południowy zachód. Od południowego wschodu ograniczają ją stoki masywu Kečky (1139 m), zaś od północnego zachodu zbocza masywu Ostrégo (1067 m). Dolina jest wąska, biegnie prawie prostoliniowo. Otaczające ją zbocza są strome, dość słabo rozczłonkowane.
U górnego wylotu doliny, w rejonie wsi Komjatná, w podłożu znajdujemy utwory starszego trzeciorzędu – dość mało odporne piaskowce i iłowce zaliczane do tzw. paleogenu centralnokarpackiego. Główna część doliny wycięta jest w iłowcach środkowej kredy, natomiast jej dolna część zagłębia się w jeszcze starsze skały jurajskie.
Od prawieków Dolina Komjatniańska stanowiła przejście z doliny Wagu na tereny dzisiejszej Orawy, licznie uczęszczane zwłaszcza w okresie panowania kultury łużyckiej. Strzegły jej grodziska na grzbiecie Hrdoša i na Hradku nad Jasieniową. Świadczą o tym cenne znaleziska archeologiczne z Komjatnej.
Wiosną 1945 r. Dolina Komjatniańska odegrała ważną rolę w wyzwalaniu zachodniego Liptowa: 5 kwietnia doliną tą (obchodząc od północy Rużomberk) wkroczyły do doliny Wagu oddziały I Czechosłowackiego Korpusu Armijnego.

## Turystyka
Doliną biegnie dość dobra droga jezdna oraz linia wysokiego napięcia. Wiodą nią też czerwone znaki okrężnego szlaku turystycznego ze Švošova przez Komjatną na szczyt Radičiná (1127 m).
  Rużomberk, Rybárpole – Sedlo pod Radičinou – Pod Kečkami – Studničná – Komjatná – Komjatnianská dolina – Švošov, vlak. Odległość 16,3 km, suma podejść 705 m, suma zejść 725 m, czas przejścia 5 h (z powrotem 4 h 55 min).